# Карстенс, Карл
Карл Вальтер Клаус Карстенс (нем. Karl Walter Claus Carstens; 14 декабря 1914 года, Бремен, — 30 мая 1992 года, Меккенхайм, Северный Рейн-Вестфалия) — немецкий консервативный политик и государственный деятель, видный деятель ХДС. С 1976 по 1979 — председатель бундестага, в 1979—1984 — федеральный президент ФРГ.

## Происхождение и образование
Родился в семье преподавателя бременского коммерческого училища. Карл Карстенс-старший, отец Карла Карстенса, погиб во Франции, на Западном фронте Первой мировой войны незадолго до рождения сына. Воспитывала Карла мать — Гертруда Карстенс (урождённая Клаузен), отличавшаяся сильным характером, упорством и консервативными взглядами. Несмотря на стеснённые денежные обстоятельства она позаботилась о высшем юридическом образовании сына.
С 1933 по 1936 Карл Карстенс изучал право и политологию в университетах Франкфурта, Дижона, Мюнхена, Кёнигсберга и Гамбурга. В 1938 получил докторскую степень в юриспруденции и служил в Бременском земельном суде.

## В НСДАП
Карл Карстенс придерживался националистических взглядов. Он лояльно воспринял приход национал-социалистов к власти в Германии. В 1934 вступил в СА, в 1940 — в НСДАП. Впоследствии присоединение к гитлеровской партии объяснялось необходимостью сохранить должность судебного клерка. В ответ критики Карстенса указывали на то, что в штурмовые отряды он записался на несколько лет раньше и вполне добровольно.
Во время Второй мировой войны Карстенс нёс службу в подразделении противовоздушной обороны вермахта. К концу войны дослужился до звания лейтенанта.

## В ХДС

### Правительственный служащий
После войны Карл Карстенс вернулся к юридической практике в Бремене. В 1949 году получил степень магистра права в Йельском университете.
В 1955 году Карл Карстенс вступил в Христианско-демократический союз (ХДС). В июле 1960 Карстенс поступил на государственную службу в качестве статс-секретаря министерства иностранных дел ФРГ. Участвовал в переговорах о создании ЕЭС и Евратома. Подчёркивал заинтересованность в установлении дружественных отношений с Францией, доказывал абсурдность франко-германской вражды на примере судьбы своего отца, «погибшего в стране, которую любил, в которой учился, на языке которой свободно говорил». Занимался также Берлинским кризисом, отношениями с ГДР, участием ФРГ в НАТО, формулировал позиции ФРГ по Вьетнамской войне и Ближневосточному конфликту.
С 1966 по 1969 Карстенс занимал должность статс-секретаря министерства обороны, с 1968 был служащим ведомства федерального канцлера. Таким образом, Карл Карстенс побывал на правительственной службе при канцлерах Аденауэре, Эрхарде и Кизингере.

### Правоконсервативный политик
В 1972 году Карстенс был избран в бундестаг. С мая 1973 по октябрь 1976 являлся председателем парламентской группы ХДС/ХСС. Выступал ярым критиком возрастающего интереса к левым политическим силам в немецком обществе, обвинял социал-демократов в «излишне мягком» отношении к левому экстремизму. Также он обвинил в поддержке левых террористов (в особенности Фракции Красной Армии) писателя Генриха Бёлля.
Карл Карстенс стоял в ХДС на правых консервативных позициях, был убеждённым антикоммунистом и противником любых форм социализма. После прихода к власти социал-либеральной коалиции СДПГ—СвДП он критиковал «Новую восточную политику» Вилли Брандта за уступки СССР и ГДР. Подобно таким деятелям, как Альфред Дреггер или Кай-Уве фон Хассель, он причислялся к сторонникам председателя ХСС Франца Йозефа Штрауса.
После декабрьских выборов 1976 года, на которых парламентская группа ХДС/ХСС стала крупнейшей в нижней палате, Карл Карстенс был избран председателем бундестага.

## Федеральный президент

### Избрание и протесты
23 мая 1979 года Федеральное собрание ФРГ утвердило кандидатуру Карла Карстенса на пост федерального президента. За Карла Карстенса проголосовали 528 выборщиков, за представлявшую СДПГ Аннемари Ренгер — 431. Таким, образом, Карстенс стал пятым президентом ФРГ (восьмым президентом Германии).
Карл Карстенс не пользовался широкой популярностью в стране, его избрание вызвало демонстрации протеста. Дата голосования совпала с 30-летием ФРГ, в результате праздничные мероприятия (в том числе испечение и публичная раздача 30-килограммовых тортов) совместились с уличными беспорядками и столкновениями. При этом протестующие выступали не только против нового президента, но и против действующего порядка выборов главы государства.
В своём первом президентском выступлении Карстенс признал, что значительная часть населения, особенно молодёжь, относится к нему «очень критически» и пообещал изменить это положение.

### Деятельность главы государства
Главным политическим актом Карла Карстенса на президентском посту стало его участие в смене власти на рубеже 1982—1983. 17 декабря 1982 года новоизбранный канцлер Гельмут Коль поставил в бундестаге вопрос о доверии его едва сформированному правительству, но «проиграл»: за него проголосовало всего 8 депутатов, 218 были против, а 248 — воздержались. В связи с этим президент Карстенс принял решение распустить бундестаг и назначить новые выборы. Вопрос о доверии был поставлен потому, что новая консервативно-либеральная коалиция ХДС/ХСС—СвДП была уверена в победе на выборах. В феврале 1983 года Федеральный конституционный суд одобрил решение президента. Коалиция одержала победу, был сформирован кабинет Гельмута Коля.
Карл Карстенс развил также активную внешнеполитическую деятельность. За 5 лет президентства он совершил более 25 государственных визитов. Картенс посетил, в частности, США, СССР (на похоронах Леонида Брежнева), КНР, Саудовскую Аравию, Берег Слоновой Кости, Ямайку, Таиланд. В то же время президент путешествовал по Германии, пешком пересёк страну от Балтики до Альп, много встречался и активно общался с гражданами.

### Изменение оценок
В конечном итоге Карлу Карстенсу действительно удалось изменить негативное отношение к себе. В конце его президентства 72 % граждан ФРГ положительно оценивали его деятельность.
Достигнув 70-летнего возраста, Карстенс принял решение не идти на новый президентский срок. 30 июня 1984 года он оставил должность. На посту президента его сменил Рихард фон Вайцзеккер, также представлявший ХДС.

## Последние годы
Карл Карстенс оставался влиятельным членом ХДС, писал мемуары, выступал с лекциями в различных странах мира. В 1989 году он приветствовал революцию в ГДР и падение Берлинской стены, в 1990 — воссоединение Германии. Высказывался в пользу европейского единства как самого надёжного способа сохранения мира на континенте.
Скончался Карл Карстенс в ночь с 29 на 30 мая 1992 года в городе Меккенхайме. Похоронен в Бремене на Ринсбергском кладбище.

## Супруга
В конце 1944 года Карл Карстенс женился на военной медсестре Веронике Приор. Вероника Карстенс стала известным врачом, доктором медицины, специалистом в области натуропатии и гомеопатии. В 1979—1984 годах она являлась первой леди ФРГ, занималась развитием медицинских благотворительных программ. Скончалась через двадцать лет после своего мужа.

## Награды
- : Орден Раджамитрабхорн (1984)[10]